# 特雷富埃夫妇广场
特雷富埃夫妇广场（法語：Place Jacques-et-Thérèse-Tréfouël）是巴黎十五区的一个广场。长84米，宽24米。介于巴斯德大道（Boulevard Pasteur）、沃日拉尔路（Rue de Vaugirard），止于巴斯德大道、埃德蒙-吉勒特路（rue Edmond-Guillout）和鲁克斯医生路（rue du Docteur-Roux）。

## 名称
该广场得名于法国化学家、巴斯德研究院院长（1940-1965年）雅克·特雷富埃（Jacques Tréfouël，1897-1977年），和他的妻子特雷塞·特雷富埃（Thérèse Tréfouël，1892-1978年）, 两人在埃内斯特·富尔诺（Ernest Fourneau）领导的药物化学实验室合作。
雅克和特雷塞合作出版了许多出版物，其中包括在1935年，与费德里科·尼蒂（Federico Nitti）和达尼埃尔·博韦（Daniel Bovet）共同撰写的，关于磺胺治疗特性的发现，后来获得了诺贝尔生理学或医学奖。

## 历史
1987年1月9日，在这位化学家逝世十周年之际，将巴斯德大道（Boulevard Pasteur）、沃日拉尔路（Rue de Vaugirard）、埃德蒙-吉勒特路（rue Edmond-Guillout）和鲁克斯医生路（rue du Docteur-Roux）中央的地块，命名为特雷富埃夫妇广场。